# Enzo Avaro
Enzo Santiago Avaro (Córdoba, Argentina, 18 de mayo de 1999) es un futbolista argentino que juega como delantero en el Sportivo Belgrano del Federal A.

## Trayectoria
Avaro nació en Córdoba el 18 de mayo del 1999, hizo inferiores y reserva en el Sportivo Belgrano del Federal A y fue donde logró su debut en 2021.

### Atlético Rafaela
Luego de su paso por el Federal A, llegó a base de préstamo al club Atlético Rafaela de la Segunda División de Argentina.

### All Boys
En 2023, tuvo un paso por el club All Boys donde sumó más de 20 partidos.

### Riestra
Luego del primer ascenso de 
Deportivo Riestra a la Primera División de Argentina, en 2024, Avaro, firmó contrato con el club Riestra, donde debutó frente a Barracas Central y jugó por la Copa Argentina.

### San Martín de San Juan
A finales de 2024 consigue con el equipo el ascenso a Primera División de Argentina.

## Clubes
| Club                       | País      | Año           |
| -------------------------- | --------- | ------------- |
| Sportivo Belgrano          | Argentina | 2019-         |
| Atlético Rafaela (Cedido)  | Argentina | 2021          |
| All Boys (Cedido)          | Argentina | 2023          |
| Deportivo Riestra (cedido) | Argentina | 2023-2024     |
| San Martín (SJ) (cedido)   | Argentina | 2024          |
| Sportivo Belgrano          | Argentina | 2025-presente |

### Otros logros
| Logro                      | Equipo                 | País      | Año  |
| -------------------------- | ---------------------- | --------- | ---- |
| Ascenso a Primera División | San Martín de San Juan | Argentina | 2024 |